# Aria (musikgrupp)
Aria (ryska: Ария) är ett av Rysslands mest kända och populära heavy metal-band. Bandet bildades 1985. 
Rammsteins låt "Schtiel" är en cover på Arias "Штиль" ("Sjtil, internationellt "Shtil") från albumet Химера (Chimjera, internationellt Khimera) (2001).

## Medlemmar
Nuvarande medlemmar
- Vladimir Kholstinin (Владимир Холстинин) – elgitarr (1985– )
- Vitalij Dubinin (Виталий Дубинин) – basgitarr, sång (1987– )
- Maxim Udalov (Максим Удалов) – trummor (1987–1988, 2002– )
- Sergej Popov (Сергей Попов) – elgitarr (2002– )
- Michail Zhitnyakov (Михаил Житняков) – sång (2002– )

Tidigare medlemmar
- Alik Granovskij (Алик Грановский) – basgitarr (1985–1986)
- Alexander Lvov (Александр Львов) – trummor (1985)
- Igor Molchanov (Игорь Молчанов) – trummor (1985–1986)
- Andrej Bolshakov (	Андрей Большаков) – gitarr (1985–1986)
- Kirill Pokrovskij (	Кирилл Покровский) – keyboard (1985–1986; död 2015)
- Valeriy Kipelov (Валерий Александрович Кипелов) – sång (1985–2002)
- Sergej Mavrin (Сергей Маврин) – gitarr (1987-1995)
- Alexander Manjakin (Александр Манякин) – trummor (1988–2002)
- Alexej Bulgakov (Алексей Юрьевич Булгаков) – sång (1994)
- Sergej Terentiev (Сергей Терентьев) – gitarr (1995–2002)
- Artur "Golden Eagle" Mikheev (Артур Вячеславович Михеев) – sång (2002–2011)

Turnerande medlemmar
- Alexey Bulkin (Алексей Булкин) – basgitarr (1990)
- Dmitriy Gorbatikov (Дмитрий Горбатиков) – gitarr (1990)
- Evgeniy Shidlovskiy (Евгений Шидловский) – keyboard (1996–2002)
- Maxim Udalov (Максим Львович Удалов) – trummor (1998)
- Mikhail Bugaev (Михаил Николаевич Бугаев) – gitarr (2014)

## Diskografi
Studioalbum
- 1985: Мания Величия (Megalomania)
- 1986: С Кем Ты? (Who Are You With?)
- 1987: Герой Асфальта (Hero of Asphalt)
- 1989: Игра с огнём (Play with Fire)
- 1991: Кровь за кровь (Blood for Blood)
- 1995: Ночь короче дня (Night is Shorter Than Day)
- 1998: Генератор Зла (Generator of Evil)
- 2001: Химера (Chimera)
- 2003: Крещение огнём (Baptism by Fire)
- 2006: Армагеддон (Armageddon)
- 2011: Феникс  (Phoenix)
- 2014: Через все времена  (Through All Times)
- 2018: Проклятье морей (Curse of the Seas)